# Похвала Гелені
«Похвала Гелені» (з дав. грец. Ἑλένη ἐγκώμιον) Горгія — яскравий взірець епідейктичного письма на честь Гелени — дружини спартанського царя Менелая. Усупереч прийнятому уявленню про Гелену як зрадницю, Горгій оспівує її та виправдовує від звинувачень. Цей твір — чудовий приклад використання риторичних прийомів, на якому спудеї в античності і навіть пізніші часи вчилися риторичному мистецтву.

## Автор
Горгій (з дав. грец. Γοργίας) — відомий давньогрецький філософ, ритор і софіст. Народився 483 р. до Р. Х. в місці Леонтини, що на острові Сицилія. Відомо, що вчителем Горгія був Емпедокл Акрогатський(10). Про його дитинство майже немає відомостей. Горгій мав брата Іродіка, який працював лікарем(9), та сестру, чиє ім'я невідоме; їхнього батька звали Чармантидес(8). У 427 р. до Р. Х. Горгій прибуває в Атени (Афіни) як головний посол, щоб заручитися військовою підтримкою проти агресії міста-держави Сиракуз (Сицилія). Після кількох публічних виступів він здобуває славу серед атенян, стає учителем риторики і відкриває власну школу ораторської майстерності. Він прославився тим, що міг говорити на будь-яку тему (Матсен, Роллісон і Суса, 33). Згодом як учитель риторики та оратор він подорожує Грецією, оселяючись в різних її містах, зокрема в Атенах та Ларисі. Відомо також, що він часто виступав на Панеллінських іграх. І за публічні виступи, і за уроки риторики брав немалі гроші. За словами його учня Ісократа, Горгій не був громадянином жодного міста, не брав участі в державних справах та ніколи не був одруженим. Горгій прожив більше ста років і помер у 375 р. до Р. Х. у Лариссі, що у Фессалії . До творчого доробку філософа відносять твори: «Про це суще або Про природу», «Апологія Паламеда», «Похвала Гелені», «Епітафія або Смерть Афін».

## Зміст твору
Горгій намагається спростувати всі чутки про Гелену і її вину, «надавши своїй промові сили якогось логічного судження». Автор вказує на походження Гелени та її божественну вроду, яку вона ні від кого не приховувала, і цим самим подобалась багатьом чоловікам.
Далі Горгій аргументує, чому він вважає, що Гелена мала підстави втікати до Трої: «(1) Чи волею випадку, або богів велінням, або божественної Необхідності повелінням вона вчинила те, що вчинила; (2) або силою була схоплена, (3) або словами переконана, (4) або любов'ю охоплена» (§ 6).
Виклавши всі свої доведення, автор «Похвали» ставить край несправедливим наклепам кривдників дівчини. І все це він робить «Гелені на прославу, а собі на розвагу».

## Особливості твору
«Похвалу Гелені» вважають твором, за яким можна вчитись риторичної майстерності. Горгій власним прикладом показав, у чому полягає головний принцип філософії софістики: ритор не тільки переконує, а й зачаровує свою авдиторію, тому дуже важливим є вміння правильно підібрати слова. Горгій розуміє звукові особливості мови, шукає в них гармонії, застосовує особливі мовленнєві фігури, які згодом Арістотель назве «горгіанськими фігурами» — (γοργίεια σχήματα). Прикладом таких фігур є речення «якщо богові треба приписати вину, то з Гелени треба зняти ганьбу», εἰ οὖ ν τῇ Τύχῃ καὶ τῷ θεῷ τὴ ν αἰ τίαν ἀ ναθετέον, <…> τὴ ν Ἑλένην τῆ ς δυσκλείας ἀ πολυτέον (§ 6). Тут використовується приклад періодичного членування фрази («якщо»… «то»), підсиленої «горгіанською фігурою» співзвучних закінчень ключових слів. Граматику і навіть фонетику мови давньогрецький софіст зумів перетворити в дієві засоби підсилення логічної виразності та емоційності творів. Дослідники риторичної прози Горгія приписують горгіанським фігурам лише орнаментальну функцію, але «Похвала Гелені» є якраз яскравим доказом того, що для Горгія фігури мовлення були засобом для підсилення психологічного впливу на слухачів, інструментом для успішного представлення риторичного аргумента.

## Переклади
- Горгій. Похвала Гелені // Філософська думка. — К., 2008. — № 3. — С.77-87
- Горгій «Похвала Гелені», Наукові Записки УКУ. Серія: Філологія, 2019 (готується до друку).

## Додаткові посилання
- Похвала // Літературознавча енциклопедія : у 2 т. / авт.-уклад. Ю. І. Ковалів. — Київ : ВЦ «Академія», 2007. — М — Я. — С. 260.
- Gorgias entry in the Philosophy Internet Encyclopedia of Philosophy: A Peer-Revied Academic Resourse